# George Dantzig
George Bernard Dantzig, född 8 november 1914 i Portland, Oregon, död 13 maj 2005, var en amerikansk matematiker som introducerade simplexmetoden och som kallas "den linjära programmeringens fader".

## Uppväxt
George Dantzigs far var den ryske matematikern Tobias Dantzig som studerat hos Henri Poincaré i Paris. Fadern träffade vid Sorbonne Anja Ourisson från Polen som studerade som översättare där. De gifte sig och emigrerade till Oregon i USA. Eftersom fadern trodde att hans starka ryska accent skulle hindra honom från att få en anställning vid ett universitet, nöjde han sig till en början med enkla jobb såsom timmerman, vägarbetare och målare. Trots en fattig tillvaro hade föräldrarna stora förhoppningar för sina barn, vilka de gav namn från stora akademiska profiler. George fick sitt namn från författaren George Bernard Shaw och hans bror fick namnet Henry efter Poincaré.

## Studietid
George hade till en början problem med matematik i high school men uppmuntrad av sin far, sin matematiklärare och en studievän började han intressera sig mer för matematiken och förbättra sina studieresultat. Det blev därför ett naturligt steg för honom att fortsätta med matematik på universitetet. Han avlade en kandidatexamen (bachelor) vid universitetet i Maryland 1936 och sedan en masterexamen vid universitetet i Michigan 1937. Han tyckte dock inte om den abstrakta matematiken utan intresserade sig mer för statistik. Han började därför vid ett statistikinstitut i Washington, D.C.. Efter att ha intresserat sig för ett antal artiklar av Jerzy Neyman ansökte han om att få ett uppdrag som lärarassist vid Berkeley hos Neyman samtidigt som han ämnade skriva sitt doktorsarbete.

## Anställning vid amerikanska flygvapnet
När USA gick med i andra världskriget 1941 beslöt sig Dantzig återigen att lägga sin studier vid sidan. Han flyttade åter till Washington där han fått anställning vid den amerikanska flygvapnet som chef för dess division inom statistikkontrollering. Han stannade där till och med 1946 då han återvände till Berkeley för att under en termin avsluta sina doktorandstudier. Han tackade dock nej till en vidare anställning vid Berkeley då den lön han skulle få var alldeles för låg för att försörja sin fru Anna och deras son David. Han tog därefter på nytt anställning hos den amerikanska krigsmakten som matematisk rådgivare för försvarsdepartementet.

## Linjär programmering och simplexmetoden
Det var hos försvarsdepartementet som två av Dantzigs vetenskapliga arbeten skulle leda till hans stora berömmelse. Han definierade ett sätt att lösa programmeringsproblem med linjär struktur - som senare kom att kallas linjär programmering. Han härledde också en metod för effektiv lösning av dessa problem som han kallade simplexmetoden. Simplexmetoden revolutionerade användningen av linjär programmering, och är fram till i dag den mest vanligt förekommande metoden för att lösa linjära programmeringsproblem. Bland annat kunde man nu finna den optimala lösningen hos ett planeringsproblem om adekvat mat till lägsta kostnad som George Stigler tidigare undersökt utan att hitta den optimala lösningen. Stigler erhöll senare Sveriges Riksbanks pris i ekonomisk vetenskap till Alfred Nobels minne för sitt arbete med samma problem. Simplexlösningen till problemet ska ha varit 39,69 dollar per år, en lösning som var 24 cent lägre än Stiglers lösning.

## De sista åren
Mellan 1958 och 1960 arbetade Dantzig hos företaget Rand Corporation, men ansåg sig inte få tillräckligt utmanande arbetsuppgifter och återvände därför till Berkeley där han erhöll en position som professor i operationsanalys. År 1966 flyttade han till Stanford University där han tillträdde en professur vid centrumet för operationsanalys och datalogi. Under sin senare tid erhöll han många av matematikens stora utmärkelser. Bland annat tilldelades han 1975 von Neumanns teoretiska pris och 1976 'National Prize of Science' från den amerikanska presidenten. 1990 pensionerade sig Dantzig från sin professorstjänst men stannade i sitt hem i Palo Alto nära Stanford. Under de sista åren drabbades Dantzig av diabetes vilket tillsammans med en hjärtsjukdom skulle leda till hans död 2005.

## En sann legend
En legend om Dantzig som faktiskt lär vara sann, är från hans tid som doktorandstudent vid Berkeley. Sin vana trogen kom han för sent till en föreläsning som hölls av Jerzy Neyman. Neyman hade skrivit upp två berömda ännu ej bevisade satser inom statistiken på svarta tavlan. Dantzig antog att detta var en hemuppgift och skrev ner dessa problem i tron att det var meningen att dessa skulle lösas. När Dantzig några dagar senare lämnade in problemlösningen ursäktade han sin sena inlämning med att han tyckte att problemen var lite svårare än vanligt. Neyman lär vid tillfället inte ha förstått vilka uppgifter Dantzig hade löst, utan bad istället Dantzig att lämna uppgifterna på hans skrivbord. Några veckor senare fick Dantzig besök av professor Neyman, som hade bearbetat en av Dantzigs lösningar och var beredd att skicka in den till en matematisk tidskrift. Det andra problemet presenterades senare av Abraham Wald som, efter att ha fått kännedom om Dantzigs lösning, inkluderade Dantzig som medförfattare till artikeln.

## Utmärkelser
- 1944 - Exceptional Civilian Service Medal från amerikanska krigsdepartementet
- 1975 - Von Neumanns teoretiska pris
- 1976 - National Prize of Science
- 1977 - Vetenskaplig utmärkelse i Tillämpad matematik och numerisk analys från National Academy
- 1985 - Harvey Prize
- 1986 - Silvermedalj från Operational Research Society of Britain
- 1989 - Adolph Coors American Ingenuity Award
- 1994 - Special utmärkelse från Mathematical Programming Society

Sedan 1982 ger 'Mathematical Programming Society' var tredje år ut en speciell George Dantzig-utmärkelse till en eller två personer som haft stor betydelse inom matematisk programmering.

## Vetenskaplig artiklar
- G. B. Dantzig 1940. On the non-existence of tests of "Student's" hypothesis having power functions independent of σ, Annals of Mathematical Statistics, Volume 11, number 2, pp186–192